# Суха Терешка (село)
Суха Терешка (рос. Сухая Терешка) — село в Ніколаєвському районі Ульяновської області Російської Федерації.
Населення становить 450 осіб. Входить до складу муніципального утворення Сухотерешанське сільське поселення.

## Історія
Від 2004 року входить до складу муніципального утворення Сухотерешанське сільське поселення.

## Населення
| 2010 |
| ---- |
| 450  |